# Имплантаты
Импланта́ты (герм. от Implantat ← лат. in «в» + plantare «сажать»), импла́нты (англ. от implant) — класс изделий медицинского назначения, используемых для вживления в организм либо в роли протезов (заменителей отсутствующих органов человека), либо в качестве идентификатора (например, чип с информацией о домашнем животном, вживляемый под кожу). Термин появился в 60-х годах XX века. Имплантаты всегда имеют неорганический состав в отличие от трансплантата. Поверхность имплантатов, контактирующая с телом, может быть изготовлена из биомедицинского материала, такого как титан, кремний или апатит. Также к биоразлагаемым металлам этой категории относятся сплавы на основе магния и сплавы на основе железа, хотя в последнее время стали исследоваться и цинк. Использование биорассасывающихся металлов в качестве имплантатов для стабилизации переломов, похоже, развивается.
Имплантаты стоматологические — вид имплантатов для вживления в кости верхней и нижней челюсти, которые используются в качестве основы для прикрепления съемных и несъёмных стоматологических протезов.
Существует также имплантация капсул с фармакологическим содержимым, например противозачаточных капсул Norplant, содержащих гормональные контрацептивы.

## Разновидности имплантации
- Имплантация зубов
- Кохлеарный имплантат[10]
- Стволомозговой имплантат[11]
- Имплантат полового члена
- Искусственный сфинктер мочевого пузыря
- Имплантация клапанов сердца (механическими, биологическими протезами)[12]
- Идентификационный имплантат[13]
- Имплантаты сетчатки
- Имплантат для парализованных конечностей
- Имплантат груди[англ.] — имплантаты молочных желёз для коррекции груди (в том числе после хирургического удаления) у женщин при маммопластике или для их увеличения.

Находятся на стадии разработки или тестирования имплантаты, позволяющие управлять техникой путём снятия нервных импульсов с нервов, имплантаты, блокирующие нервные импульсы для некоторых специфических целей, и ряд других.